# 17935 Vinhoward
17935 Vinhoward este un asteroid din centura principală de asteroizi.

## Descriere
17935 Vinhoward este un asteroid din centura principală de asteroizi. A fost descoperit pe 12 aprilie 1999 la Socorro, New Mexico, în cadrul proiectului LINEAR. Asteroidul prezintă o orbită caracterizată de o semiaxă mare de 2,53 ua, o excentricitate de 0,19 și o înclinație de 5,8° în raport cu ecliptica.